# Hähnichen
Hähnichen är en kommun och ort i Landkreis Görlitz i förbundslandet Sachsen i Tyskland. Kommunen har cirka 1 200 invånare.
Kommunen ingår i förvaltningsområdet Rothenburg/O.L. tillsammans med kommunen Rothenburg/O.L..